# ルーク (ソマリア)
ルーク（Luuq, Luq, Luk, Lugh, アラビア語: لوق）はソマリアの都市。ゲド州ルーク県の行政中心都市でもある。
ルークの名はソマリ語で小路を意味する。この町はジュバ川の流れを堀代わりにしており、北から流れてくるジュバ川を、南から反時計回りに町を周回させ、再び南に流している。そのため、町の外との通路は、町の南にある幅100メートルの小路しかない。囲まれた部分の面積は直径4キロメートルほどである。町の中ではジュバ川沿いに灌漑農業が行われている。住宅は町南部に集中している。
ルークの北西にはドーロゥがあり、その先に隣国エチオピアがある。ルークは東のワジド、南西のガーバハレ、南東のバイドアとエチオピアとを結ぶ比較的要所である。

## 歴史

### 近代まで
ルークはソマリアで最も古い開拓地の一つである。イギリスの大佐トーマス・スミー（captain Thomas Smee）が英領インド当局に出した1811年の報告書によれば、モガディシュには100から150もの石造りの建物があるのに対し、ルークには300のバラックがあるばかりであった。1893年の始め、ルークはジュバ川沿いにやってきたエチオピア軍に襲われ、ルークの地元領主がザンジバルのサルタンに援軍を要請するが断られている。1895年にイタリアの探検家ヴィットリオ・ボッテゴとウゴ・フェランディが訪れた際にはルークはエチオピア軍を撃退している。1907年からルークはイタリアに間接統治されるようになった。この地は間もなくイタリア領ソマリランドとなり、ルークはゲド州の事実上の行政中心地となったが、イタリアのこの地への興味は、エチオピアとの国境の町であるということだけだった。

### 現代
ソマリア内戦以降、2013年現在に至るまで、ソマリア南部には、決定的な支配力を持つ勢力は存在しない。中では、アメリカやエチオピアの支援を受けるソマリア暫定連邦政府、およびそれに協力するアル・スンナ・ワル・ジャマーの力が比較的強い。イスラム武装勢力アル・シャバブがそれに次ぐ。2006年頃に隣国エチオピアがソマリア内戦に介入するようになってから、エチオピア国境に位置するルークでは、しばしば支配勢力が代わっている。戦闘行為無しで支配勢力が変わることもしばしばである。
2009年8月、アル・スンナ・ワルジャマーが、別のイスラム武装勢力ヒズブル・イスラムから一時ルークを奪っている。しかし9月末には再びヒズブル・イスラムの支配下となっている。2010年12月末、ヒズブル・イスラムがアル・シャバブに合流し、ルークもアル・シャバブの支配下となる。2011年3月7日、アル・スンナ・ワルジャマーが、アル・シャバブからほとんど無抵抗でルークを奪っている。その後たびたび、アル・シャバブが反撃をしているが、成功はしていない。

## 施設
町の中心にルーク・ガナネ空港（Lugh Ganane Airport, LGX, 3,937フィート (1,200 m)）がある。